# Universitat de Bucarest
La Universitat de Bucarest (en romanès Universitatea din Bucureşti), fundada per un decret del llavors voivoda (príncep) Alexandru Ioan Cuza el 4 de juliol de 1864, és una universitat pública i una institució d'ensenyament superior de Bucarest (Romania) finançat per l'Estat Romanès. Una part de les facultats estan ubicades al Palau de la Universitat, que es troba a la Plaça de la Universitat de Bucarest.
La Universitat de Bucarest ofereix una nombrosa oferta de programes d'estudis superiors i postgraus, tots amb nivell acadèmic universitari: 22 programes de curta durada, més de 75 programes de llarga durada, 12 programes d'ensenyament obert i a distància i més de 120 programes de màster, així com més de 50 programes de Doctorat i un nombrosos programes d'estudis de postgrau i postuniversitaris, a més de diversos cursos i programes d'estudis de reciclatge professional i de perfeccionament. Tots aquests programes són acreditats per les autoritats acadèmiques i educatives romaneses. Els diplomes concedits per la Universitat de Bucarest són reconeguts i convalidats mundialment. A més els estudiants de la Universitat poden participar en els programes d'intercanvi d'estudiants com Erasmus entre d'altres, ja que la Universitat de Bucarest té signats nombrosos acords de col·laboració amb les principals universitats i institucions d'ensenyament superior d'Europa i els Estats Units d'Amèrica.

## Facultats[calcitació]
- Facultat d'Administració i Afers
- Facultat de Biologia
- Facultat de Química
- Facultat de Dret
- Facultat de Filosofia
- Facultat de Física
- Facultat de Geografia
- Facultat de Geologia i Geofísica
- Facultat d'Història
- Facultat de Periodisme i Ciències de la Comunicació
- Facultat de Llengua i Literatura Estrangera
- [Facultat de Literatura
- Facultat de Matemàtica i Informàtica
- Facultat de Psicologia i Ciències de l'Educació
- Facultat de Sociologia i Assistència Social
- Facultat de Ciències Polítiques
- Facultat de Teologia Baptista
- Facultat de Teologia Ortodoxa
- Facultat de Teologia Romano-Catòlica i Assistència Social